# English Football League Cup 2021-2022
La English Football League Cup 2021-2022, conosciuta anche con il nome di Carabao Cup per motivi di sponsorizzazione, è stata la 62ª edizione del terzo torneo calcistico più importante del calcio inglese, la 56ª in finale unica. La manifestazione ebbe inizio il 31 luglio 2021 e si concluse il 27 febbraio 2022 con la finale di Wembley, vinta dal Liverpool di Jürgen Klopp ai rigori contro il Chelsea di Thomas Tuchel. Le due squadre si affrontarono poi anche nella finale di FA Cup ed anche in quella circostanza l'epilogo fu lo stesso.
I Reds, al nono successo della loro storia, divennero così la squadra più vincente nella competizione.

## Formula
La EFL Cup è aperta alle 20 squadre di Premier League e a tutte le 72 squadre della English Football League; il torneo è suddiviso in sette fasi, così da avere 32 squadre al termine del terzo turno. Le squadre che partecipano alle competizioni europee vengono sorteggiate solamente dal terzo turno, mentre le restanti squadre di Premier League entrano al secondo turno.
Ogni turno della EFL Cup è composto da scontri ad eliminazione diretta, ad esclusione delle semifinali che si compongono di due match dove la squadra con il miglior risultato combinato accede in finale. Se uno scontro termina in parità, escludendo la finale, vengono disputati i calci di rigore senza effettuare i tempi supplementari.
La squadra che viene sorteggiata per prima ottiene il vantaggio del campo, mentre la finale viene disputata in campo neutro.
La vincitrice del torneo accede in UEFA Europa Conference League; se però la vincente risulta successivamente qualificata in Champions League o Europa League, il posto sarà assegnato alla squadra di Premier League meglio classificata al di fuori dei piazzamenti per le coppe europee.
|                              | Squadre che entrano in questo turno                                                                                           | Squadre qualificate dal turno precedente    |
| ---------------------------- | --- | ------------------------------------------- |
| Primo turno (70 squadre)     | - 24 squadre dalla Football League Two - 24 squadre dalla Football League One - 22 squadre dalla Football League Championship |                                             |
| Secondo turno (50 squadre)   | - 2 squadre dalla Football League Championship - 13 squadre dalla Premier League (non partecipanti alle competizioni europee) | - 35 squadre vincitrici del primo turno     |
| Terzo turno (32 squadre)     | - 7 squadre dalla Premier League (partecipanti alle competizioni europee)                                                     | - 25 squadre vincitrici del secondo turno   |
| Quarto turno (16 squadre)    | | - 16 squadre vincitrici del terzo turno     |
| Quarti di finale (8 squadre) | | - 8 squadre vincitrici del quarto turno     |
| Semifinali (4 squadre)       | | - 4 squadre vincitrici dei quarti di finale |
| Finale (2 squadre)           | | - 2 squadre vincitrici delle semifinali     |

## Primo turno
Il sorteggio del primo turno è stato effettuato il 24 giugno 2021.
Al primo turno prendono parte 70 squadre del sistema della Football League (tutti i 24 club della Football League Two, tutti i 24 club della Football League One e 22 club della Football League Championship) divise su base geografica nelle sezioni "nord" e "sud".
| Squadra 1         | Risultato        | Squadra 2          |
| ----------------- | ---------------- | ------------------ |
| 31 luglio 2021    |                  |                    |
| Bournemouth       | 5 - 0            | MK Dons            |
| 1 agosto 2021     |                  |                    |
| Sheffield Weds    | 0 - 0 (2-4 dtr)  | Huddersfield Town  |
| 10 agosto 2021    |                  |                    |
| Barrow            | 1 - 0            | Scunthorpe Utd     |
| Birmingham City   | 1 - 0            | Colchester Utd     |
| Blackburn         | 1 - 2            | Morecambe          |
| Bolton            | 0 - 0 (5-4 dtr)  | Barnsley           |
| Bristol Rovers    | 0 - 2            | Cheltenham Town    |
| Cambridge Utd     | 0 - 0 (3-1 dtr)  | Swindon Town       |
| Cardiff City      | 3 - 2            | Sutton Utd         |
| Charlton          | 0 - 1            | AFC Wimbledon      |
| Crawley Town      | 2 - 2 (9-10 dtr) | Gillingham         |
| Derby County      | 3 - 3 (5-3 dtr)  | Salford City       |
| Exeter City       | 0 - 0 (3-4 dtr)  | Wycombe            |
| Forest Green      | 2 - 2 (6-5 dtr)  | Bristol City       |
| Harrogate Town    | 0 - 3            | Rochdale           |
| Hartlepool Utd    | 0 - 1            | Crewe Alexandra    |
| Hull City         | 1 - 1 (7-8 dtr)  | Wigan              |
| Ipswich Town      | 0 - 1            | Newport County     |
| Mansfield Town    | 0 - 3            | Preston N.E.       |
| Millwall          | 2 - 1            | Portsmouth         |
| Oldham Athletic   | 2 - 2 (4-3 dtr)  | Tranmere           |
| Peterborough Utd  | 0 - 4            | Plymouth           |
| Port Vale         | 1 - 2            | Sunderland         |
| Reading           | 0 - 3            | Swansea City       |
| Rotherham Utd     | 1 - 2            | Accrington Stanley |
| Sheffield Utd     | 1 - 0            | Carlisle Utd       |
| Shrewsbury Town   | 2 - 2 (4-2 dtr)  | Lincoln City       |
| Stevenage         | 2 - 2 (3-0 dtr)  | Luton Town         |
| Stoke City        | 2 - 1            | Fleetwood Town     |
| Walsall           | 0 - 0 (3-4 dtr)  | Doncaster          |
| 11 agosto 2021    |                  |                    |
| Blackpool         | 3 - 0            | Middlesbrough      |
| Burton Albion     | 1 - 1 (2-4 dtr)  | Oxford Utd         |
| Coventry City     | 1 - 2            | Northampton Town   |
| Leyton Orient     | 1 - 1 (3-5 dtr)  | QPR                |
| Nottingham Forest | 2 - 1            | Bradford City      |

## Secondo turno
Il sorteggio del secondo turno si è svolto l'11 agosto 2021 negli studi di Sky Sport.
Alle 35 squadre vincenti del primo turno si sono aggiunti due club della Football League Championship e i 13 club della Premier League non coinvolti nelle competizioni europee. Anche gli abbinamenti del secondo turno sono stati suddivisi su base geografica, nelle sezioni "nord" e "sud". 
| Squadra 1         | Risultato       | Squadra 2          |
| ----------------- | --------------- | ------------------ |
| 24 agosto 2021    |                 |                    |
| Norwich City      | 6 - 0           | Bournemouth        |
| Oldham Athletic   | 0 - 0 (5-4 dtr) | Accrington Stanley |
| Swansea City      | 4 - 1           | Plymouth           |
| Barrow            | 0 - 6           | Aston Villa        |
| Birmingham City   | 0 - 2           | Fulham             |
| Blackpool         | 2 - 3           | Sunderland         |
| Brentford         | 3 - 1           | Forest Green       |
| Cardiff City      | 0 - 2           | Brighton           |
| Gillingham        | 1 - 1 (4-5 dtr) | Cheltenham Town    |
| Huddersfield Town | 1 - 2           | Everton            |
| Leeds Utd         | 3 - 0           | Crewe Alexandra    |
| Millwall          | 3 - 1           | Cambridge Utd      |
| Morecambe         | 2 - 4           | Preston N.E.       |
| Northampton Town  | 0 - 1           | AFC Wimbledon      |
| QPR               | 2 - 0           | Oxford Utd         |
| Sheffield Utd     | 2 - 1           | Derby County       |
| Shrewsbury Town   | 0 - 2           | Rochdale           |
| Stevenage         | 2 - 2 (3-5 dtr) | Wycombe            |
| Stoke City        | 2 - 0           | Doncaster          |
| Watford           | 1 - 0           | Crystal Palace     |
| Wigan             | 0 - 0 (5-4 dtr) | Bolton             |
| Nottingham Forest | 0 - 4           | Wolverhampton      |
| 25 agosto 2021    |                 |                    |
| Newcastle Utd     | 0 - 0 (3-4 dtr) | Burnley            |
| Newport County    | 0 - 8           | Southampton        |
| West Bromwich     | 0 - 6           | Arsenal            |

## Terzo turno
Il sorteggio del terzo turno si è svolto il 25 agosto 2021 negli studi di Sky Sport.
Alle 25 squadre vincenti del secondo turno si sono aggiunti i 7 club della Premier League coinvolti nelle competizioni europee.
| Squadra 1         | Risultato       | Squadra 2       |
| ----------------- | --------------- | --------------- |
| 21 settembre 2021 |                 |                 |
| Brentford         | 7 - 0           | Oldham Athletic |
| Burnley           | 4 - 1           | Rochdale        |
| Fulham            | 0 - 0 (5-6 dtr) | Leeds Utd       |
| Manchester City   | 6 - 1           | Wycombe         |
| Norwich City      | 0 - 3           | Liverpool       |
| Preston N.E.      | 4 - 1           | Cheltenham Town |
| QPR               | 2 - 2 (8-7 dtr) | Everton         |
| Sheffield Utd     | 2 - 2 (2-4 dtr) | Southampton     |
| Watford           | 1 - 3           | Stoke City      |
| Wigan             | 0 - 2           | Sunderland      |
| 22 settembre 2021 |                 |                 |
| Brighton          | 2 - 0           | Swansea City    |
| Arsenal           | 3 - 0           | AFC Wimbledon   |
| Chelsea           | 1 - 1 (4-3 dtr) | Aston Villa     |
| Manchester Utd    | 0 - 1           | West Ham Utd    |
| Millwall          | 0 - 2           | Leicester City  |
| Wolverhampton     | 2 - 2 (2-3 dtr) | Tottenham       |

## Quarto turno
Il sorteggio del quarto turno si è svolto il 22 settembre 2021 al Potton Bowls Club di Sandy, Bedfordshire ed ha avuto come ospiti Harry Redknapp e Micah Richards.
| Squadra 1       | Risultato       | Squadra 2       |
| --------------- | --------------- | --------------- |
| 26 ottobre 2021 |                 |                 |
| Arsenal         | 2 - 0           | Leeds Utd       |
| Chelsea         | 1 - 1 (4-3 dtr) | Southampton     |
| QPR             | 0 - 0 (1-3 dtr) | Sunderland      |
| 27 ottobre 2021 |                 |                 |
| Burnley         | 0 - 1           | Tottenham       |
| Leicester City  | 2 - 2 (4-2 dtr) | Brighton        |
| Preston N.E.    | 0 - 2           | Liverpool       |
| Stoke City      | 1 - 2           | Brentford       |
| West Ham Utd    | 0 - 0 (5-3 dtr) | Manchester City |

## Quarti di finale
Il sorteggio dei quarti di finale si è svolto il 30 ottobre 2021.
| Squadra 1        | Risultato       | Squadra 2      |
| ---------------- | --------------- | -------------- |
| 21 dicembre 2021 |                 |                |
| Arsenal          | 5 - 1           | Sunderland     |
| 22 dicembre 2021 |                 |                |
| Brentford        | 0 - 2           | Chelsea        |
| Liverpool        | 3 - 3 (5-4 dtr) | Leicester City |
| Tottenham        | 2 - 1           | West Ham Utd   |

## Semifinali
Il sorteggio delle semifinali si è svolto il 22 dicembre 2021.
La doppia sfida fra Arsenal e Liverpool, originariamente programmata per il 6 ed il 12 gennaio 2022, è stata spostata al 13 e 20 gennaio 2022 (andata ad Anfield Road, dove era previsto il ritorno), a causa dei numerosi casi di positività al Covid-19, riscontrati nelle file dei reds.
| Squadra 1 | Totale | Squadra 2 | Andata          | Ritorno         |
| --------- | ------ | --------- | --------------- | --------------- |
|           |        |           | 5 gennaio 2022  | 12 gennaio 2022 |
| Chelsea   | 3 - 0  | Tottenham | 2 - 0           | 1 - 0           |
|           |        |           | 13 gennaio 2022 | 20 gennaio 2022 |
| Liverpool | 2 - 0  | Arsenal   | 0 - 0           | 2 - 0           |

## Finale
| Arbitro: | Attwell |

|                                                                                              |                        |                                                                                             |
| Alonso Lukaku Havertz James Jorginho Rüdiger Kanté Werner Thiago Silva Chalobah Arrizabalaga | Tiri di rigore 10 – 11 | Milner Fabinho Van Dijk Alexander-Arnold Salah Jota Origi Robertson Elliott Konaté Kelleher |

| Chelsea | Liverpool |

| P               | 16 | Edouard Mendy      |        | 120’ |
| D               | 14 | Trevoh Chalobah    |        |      |
| D               | 6  | Thiago Silva       |        |      |
| D               | 2  | Antonio Rüdiger    |        |      |
| D               | 28 | César Azpilicueta  |        | 57’  |
| C               | 7  | N'Golo Kanté       | 99’    |      |
| C               | 8  | Mateo Kovačić      | 90’    | 106’ |
| C               | 3  | Marcos Alonso      |        |      |
| A               | 19 | Mason Mount        |        | 74’  |
| A               | 10 | Christian Pulisic  |        | 74’  |
| A               | 29 | Kai Havertz        | 105+2’ |      |
| A disposizione: |    |                    |        |      |
| P               | 1  | Kepa Arrizabalaga  |        | 120’ |
| D               | 24 | Reece James        |        | 57’  |
| D               | 31 | Malang Sarr        |        |      |
| C               | 5  | Jorginho           |        | 106’ |
| C               | 12 | Ruben Loftus-Cheek |        |      |
| C               | 17 | Saúl Ñíguez        |        |      |
| C               | 20 | Callum Hudson-Odoi |        |      |
| A               | 9  | Romelu Lukaku      |        | 74’  |
| A               | 11 | Timo Werner        |        | 74’  |
| Manager:        |    |                    |        |      |
| Thomas Tuchel   |    |                    |        |      |

| P               | 62 | Caoimhín Kelleher       |        |     |
| D               | 66 | Trent Alexander-Arnold  | 105+2’ |     |
| D               | 32 | Joël Matip              |        | 91’ |
| D               | 4  | Virgil van Dijk         |        |     |
| D               | 26 | Andrew Robertson        |        |     |
| C               | 14 | Jordan Henderson        |        | 79’ |
| C               | 3  | Fabinho                 |        |     |
| C               | 8  | Naby Keïta              |        | 80’ |
| A               | 11 | Mohamed Salah           |        |     |
| A               | 10 | Sadio Mané              |        | 80’ |
| A               | 23 | Luis Díaz               |        | 97’ |
| A disposizione: |    |                         |        |     |
| P               | 1  | Alisson                 |        |     |
| D               | 5  | Ibrahima Konaté         |        | 91’ |
| D               | 21 | Kōstas Tsimikas         |        |     |
| C               | 7  | James Milner            |        | 80’ |
| C               | 15 | Alex Oxlade-Chamberlain |        |     |
| C               | 67 | Harvey Elliott          |        | 79’ |
| A               | 18 | Takumi Minamino         |        |     |
| A               | 20 | Diogo Jota              |        | 80’ |
| A               | 27 | Divock Origi            |        | 97’ |
| Manager:        |    |                         |        |     |
| Jürgen Klopp    |    |                         |        |     |